# Buritia lepida
Buritia lepida är en insektsart som först beskrevs av Mcatee 1926.  Buritia lepida ingår i släktet Buritia och familjen dvärgstritar. Inga underarter finns listade i Catalogue of Life.